# Estadio Plovdiv
El estadio Plovdiv (en búlgaro: Стадион „Пловдив“), denominado originalmente 9 de septiembre (Стадион „9-ти септември“), es un recinto deportivo multiusos de la ciudad de Plovdiv, Bulgaria. Se encuentra situado en el parque Otdikh i kultura cerca del canal de remo olímpico y es el más grande de la ciudad con un aforo de 55 000 espectadores. Ha sido utilizado para disputar importantes partidos del fútbol búlgaro, los derbis entre el Botev y el Lokomotiv Plovdiv o campeonatos de atletismo, pero lleva sin albergar partidos desde 1996. El concierto de Metallica, en 1999, fue la excepción.

## Historia
El estadio 9 de septiembre, nombre en honor a la Revolución búlgara de 1944, fue inaugurado en 1950 y contaba, entonces, con una capacidad de 30 000 espectadores. En 1962 tuvo lugar una importante reconstrucción del estadio y el aforo del recinto aumentó a 42 000 espectadores mediante la colocación de cuatro torres de hormigón con iluminación. En 1991 se construyó el anillo superior, se retiraron los antiguos focos de iluminación y se colocaron cuatro nuevas torres de acero de 70 metros, importadas de Polonia. Lamentablemente, debido a la falta de fondos, la remodelación se dio por terminada poco antes de la finalización completa de la instalación.
El estadio Plovdiv ha acogido, especialmente, los derbis entre los cuatro equipos de Plovdiv y otros partidos de la Liga Nacional de Fútbol. Aquí se llevaron a cabo los grandes partidos del Botev Plovdiv en competiciones europeas ante el Real Zaragoza, Estrella Roja, FC Barcelona, o Bayern de Múnich. Por su parte, el Lokomotiv Plovdiv se ha enfrentado en este estadio al AJ Auxerre, Juventus y Lazio. En 1991 el estadio celebró el Campeonato de Europa de Atletismo.
Actualmente el estadio "Plovdiv" no acoge partidos de fútbol ni otros eventos deportivos desde 1996 debido a que no reúne los requisitos mínimos de la "Ley 16". La excepción fue el concierto de Metallica en 1999.
En 2011, el exfutbolista búlgaro Hristo Stoichkov, natural de Plovdiv, aseguró que iba a financiar la construcción del nuevo estadio Plovdiv. Las autoridades búlgaras aún deben dar el visto bueno a la operación, pero ya se han producido reuniones entre el alcalde, el exfutbolista y una empresa de construcción española, invitada a Bulgaria por Stoichkov, que será quien acometa las obras. El 1 de diciembre se informó del consenso logrado en el Ayuntamiento de Plovdiv para rescindir el contrato de concesión del estadio Plovdiv, por lo que se dio vía libre al proyecto de construcción del nuevo estadio y complejo deportivo.

## Imágenes

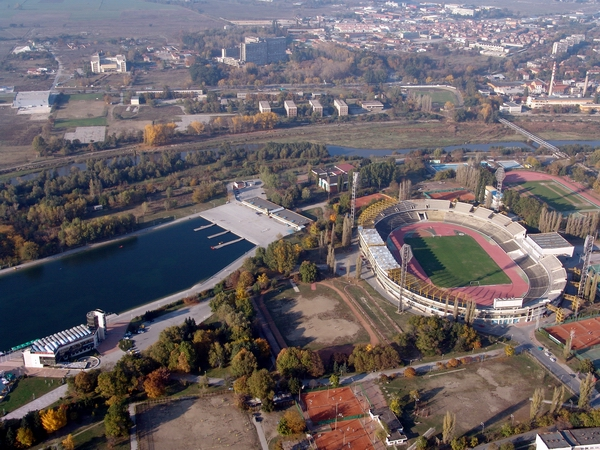
Vista aérea del estadio y el canal de remo.
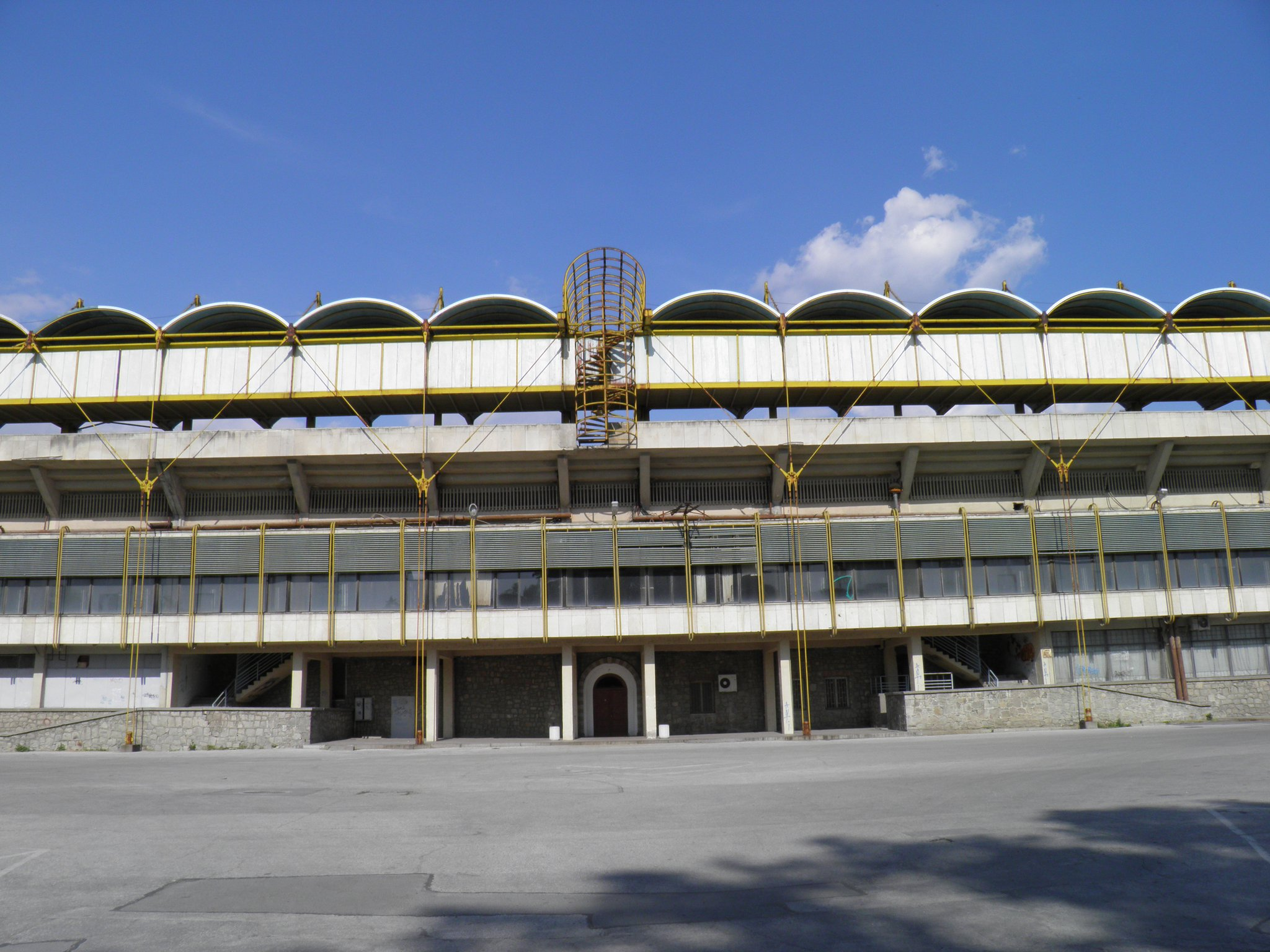
Entrada al estadio Plovdiv.